# ناحیه ورشو، شهرستان هنکاک، ایلینوی
ناحیه ورشو (به انگلیسی: Warsaw Township) یک منطقهٔ مسکونی در ایالات متحده آمریکا است که در شهرستان هنکاک، ایلینوی واقع شده‌است. ناحیه ورشو ۱۹۱ متر بالاتر از سطح دریا واقع شده‌است.